# Guillaume Franc

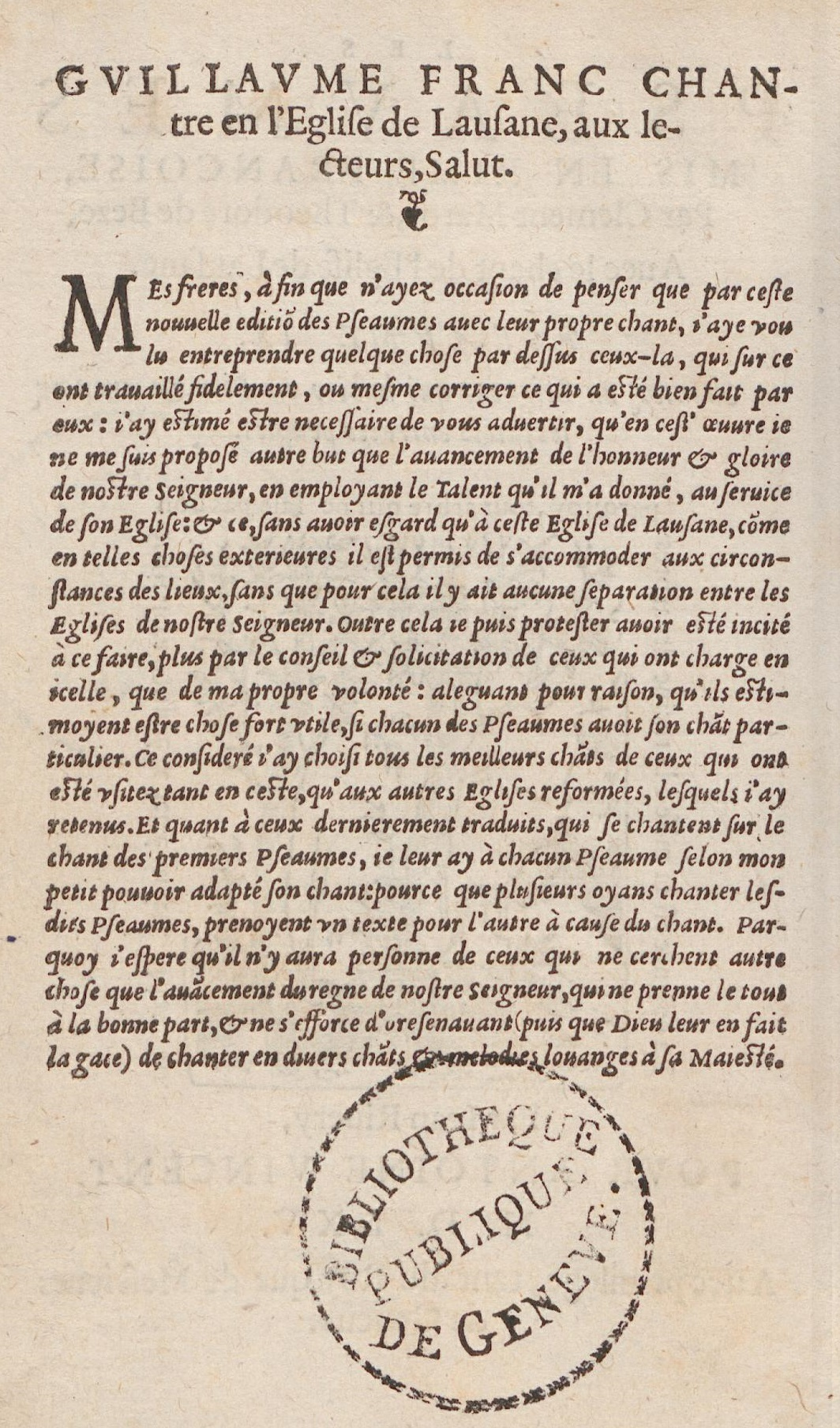
Guillaume Franc: Vorwort an die Leser (Les Pseaumes mis en rime françoise, Genf 1565)

Guillaume Franc (* um 1505 in Rouen; † 1570 in Lausanne) war ein französischer Komponist und Mitarbeiter am Genfer Psalter.

## Leben und Werk
1541 eröffnete Guillaume Franc eine Musikschule in Genf, unterrichtete dann in der städtischen Pfarrei Saint-Gervais Kinder im Psalmengesang und war Gesangslehrer am Collège de Rive. 1545 wurde er Kantor an der Kathedrale von Lausanne und Lehrer an der Lausanner Akademie.
Guillaume Franc wurde musikgeschichtlich bekannt als einer der drei Chantres, die ab 1541/1542 den Genfer Psalter von Johannes Calvin vertonten. Die beiden anderen Komponisten waren Loys Borgeois und Pierre Davantés (letzterer zumeist als „Maître Pierre“ bezeichnet), die sogenannte Versifizierung der Psalmen besorgten die Übersetzer und Dichter Clément Mrot und Theodor Beza. Die Arbeit am Genfer Psalter erwies sich als große Aufgabe für Franc; erst 1562 war die Übersetzung, Bereimung und Melodieuntersetzung aller 150 Psalmen abgeschlossen.